# Orthemis nodiplaga
Orthemis nodiplaga is een libellensoort uit de familie van de korenbouten (Libellulidae), onderorde echte libellen (Anisoptera).
De soort staat op de Rode Lijst van de IUCN als niet bedreigd, beoordelingsjaar 2007.
De wetenschappelijke naam Orthemis nodiplaga is voor het eerst geldig gepubliceerd in 1891 door Karsch.